# Liste des monuments historiques du Lot (A-K)
Cet article recense une partie des monuments historiques du Lot, en France.

## Liste
Pour des raisons de taille, la liste est découpée en deux. Cette partie regroupe les communes débutant de A à K. Pour les autres, voir la liste des monuments historiques du Lot (L-Z).
Du fait du nombre de protections dans certaines communes, elles font l'objet d'une liste séparée :
- pour Cahors, voir la liste des monuments historiques de Cahors
- pour Figeac, voir la liste des monuments historiques de Figeac

- Haut – A
- B
- C
- D
- E
- F
- G
- H
- I
- J
- K
- L
- M
- N
- O
- P
- Q
- R
- S
- T
- U
- V
- W
- X
- Y
- Z

| Monument                                              | Commune                        | Adresse                                                     | Coordonnées                                    | Notice                                         | Protection                                     | Date                                           | Illustration                                         |
| ----------------------------------------------------- | ------------------------------ | ----------------------------------------------------------- | ---------------------------------------------- | ---------------------------------------------- | ---------------------------------------------- | ---------------------------------------------- | ---------------------------------------------------- |
| Église Saint-Martin d'Anglars                         | Anglars                        |                                                             | 44° 44′ 23″ nord, 1° 54′ 24″ est               | « PA00094963 »                                 | Classé                                         | 1930                                           | Église Saint-Martin d'Anglars                        |
| Église Saint-Laurent d'Anglars-Juillac                | Anglars-Juillac                |                                                             | 44° 29′ 46″ nord, 1° 12′ 30″ est               | « PA00094962 »                                 | Classé                                         | 1930                                           | Église Saint-Laurent d'Anglars-Juillac               |
| Château du Bousquet                                   | Arcambal                       |                                                             | 44° 27′ 23″ nord, 1° 30′ 33″ est               | « PA00094964 »                                 | Inscrit                                        | 1979                                           | Château du Bousquet                                  |
| Chapelle Saint-André des Arques                       | Les Arques                     |                                                             | 44° 36′ 04″ nord, 1° 14′ 07″ est               | « PA00094965 »                                 | Classé                                         | 1979                                           | Chapelle Saint-André des Arques                      |
| Doyenné des Arques                                    | Les Arques                     |                                                             | 44° 36′ 07″ nord, 1° 15′ 03″ est               | « PA00095295 »                                 | Inscrit                                        | 1991                                           | Doyenné des Arques                                   |
| Église Saint-Laurent des Arques                       | Les Arques                     |                                                             | 44° 36′ 06″ nord, 1° 15′ 05″ est               | « PA00094966 »                                 | Classé                                         | 1952                                           | Église Saint-Laurent des Arques                      |
| Château d'Assier                                      | Assier                         | Place du Château                                            | 44° 40′ 30″ nord, 1° 52′ 43″ est               | « PA00094967 »                                 | Classé                                         | 1901                                           | Château d'Assier                                     |
| Dolmen du Bois-des-Bœufs                              | Assier                         |                                                             | 44° 40′ 44″ nord, 1° 51′ 42″ est               | « PA00094968 »                                 | Classé                                         | 1889                                           | Dolmen du Bois-des-Bœufs                             |
| Église Saint-Pierre d'Assier                          | Assier                         |                                                             | 44° 40′ 31″ nord, 1° 52′ 34″ est               | « PA00094969 »                                 | Classé                                         | 1840                                           | Église Saint-Pierre d'Assier                         |
| Grange de Bargues                                     | Assier                         |                                                             | 44° 40′ 31″ nord, 1° 52′ 48″ est               | « PA46000024 »                                 | Inscrit                                        | 2001                                           | Grange de Bargues                                    |
| Pigeonnier du château d'Assier                        | Assier                         |                                                             | 44° 40′ 43″ nord, 1° 52′ 53″ est               | « PA46000037 »                                 | Inscrit                                        | 2005                                           | Pigeonnier du château d'Assier                       |
| Château d'Aujols                                      | Aujols                         | Place de l'Église                                           | 44° 24′ 21″ nord, 1° 33′ 09″ est               | « PA00094970 »                                 | Inscrit                                        | 1929                                           | Château d'Aujols                                     |
| Chapelle Saint-Roch (Autoire)                         | Autoire                        | Paradou, Les Conques                                        | 44° 51′ 04″ nord, 1° 49′ 08″ est               | « PA46000064 »                                 | Inscrit                                        | 2014                                           | Chapelle Saint-Roch (Autoire)                        |
| Château des Anglais                                   | Autoire                        |                                                             | 44° 51′ 04″ nord, 1° 48′ 50″ est               | « PA00094971 »                                 | Inscrit                                        | 1925                                           | Château des Anglais                                  |
| Château de Busqueilles                                | Autoire                        |                                                             | 44° 51′ 13″ nord, 1° 49′ 18″ est               | « PA00095301 »                                 | Inscrit                                        | 1991                                           | Château de Busqueilles                               |
| Château de Limargue                                   | Autoire                        |                                                             | 44° 51′ 11″ nord, 1° 49′ 11″ est               | « PA00094972 »                                 | Inscrit                                        | 1929                                           | Château de Limargue                                  |
| Église Saint-Pierre d'Autoire                         | Autoire                        |                                                             | 44° 51′ 14″ nord, 1° 49′ 13″ est               | « PA00094973 »                                 | Inscrit                                        | 1942                                           | Église Saint-Pierre d'Autoire                        |
| Mairie d'Autoire Ancien château                       | Autoire                        |                                                             | 44° 51′ 13″ nord, 1° 49′ 12″ est               | « PA00094974 »                                 | Inscrit                                        | 1942                                           | Mairie d'AutoireAncien château                       |
| Château d'Aynac                                       | Aynac                          |                                                             | 44° 47′ 00″ nord, 1° 51′ 02″ est               | « PA00094975 »                                 | Classé                                         | 1988                                           | Château d'Aynac                                      |
| Église Saint-Geniès d'Aynac                           | Aynac                          |                                                             | 44° 47′ 03″ nord, 1° 51′ 07″ est               | « PA00094976 »                                 | Classé                                         | 1913                                           | Église Saint-Geniès d'Aynac                          |
| Phosphatière du Cloup d'Aural                         | Bach                           |                                                             | 44° 21′ 09″ nord, 1° 41′ 25″ est               | « PA46000038 »                                 | Inscrit                                        | 1998                                           | Phosphatière du Cloup d'Aural                        |
| Pont sur le Célé                                      | Bagnac-sur-Célé                |                                                             | 44° 39′ 01″ nord, 2° 09′ 00″ est               | « PA00094977 »                                 | Inscrit                                        | 1951                                           | Pont sur le Célé                                     |
| Château de Labastide                                  | Beauregard                     | Marsa                                                       | 44° 20′ 39″ nord, 1° 47′ 02″ est               | « PA00094978 »                                 | Inscrit                                        | 1979                                           | Château de Labastide                                 |
| Croix de Beauregard                                   | Beauregard                     |                                                             | 44° 20′ 46″ nord, 1° 47′ 34″ est               | « PA00094979 »                                 | Classé                                         | 1922                                           | Image manquante Téléverser                           |
| Halle de Beauregard                                   | Beauregard                     |                                                             | 44° 20′ 01″ nord, 1° 47′ 01″ est               | « PA00094980 »                                 | Classé                                         | 1922                                           | Halle de Beauregard                                  |
| Château de Béduer                                     | Béduer                         |                                                             | 44° 34′ 48″ nord, 1° 57′ 09″ est               | « PA00094981 »                                 | Inscrit                                        | 1973                                           | Château de Béduer                                    |
| Château de Cousserans                                 | Bélaye                         |                                                             | 44° 26′ 50″ nord, 1° 12′ 36″ est               | « PA00094982 »                                 | Inscrit                                        | 1974                                           | Image manquante Téléverser                           |
| Église Saint-Aignan de Bélaye Église Grande           | Bélaye                         |                                                             | 44° 27′ 54″ nord, 1° 11′ 31″ est               | « PA00135460 »                                 | Inscrit                                        | 1995                                           | Église Saint-Aignan de BélayeÉglise Grande           |
| Presbytère de Bélaye Ancienne église Sainte-Catherine | Bélaye                         |                                                             | 44° 27′ 56″ nord, 1° 11′ 40″ est               | « PA00094983 »                                 | Inscrit                                        | 1984                                           | Presbytère de BélayeAncienne église Sainte-Catherine |
| Château de La Devie                                   | Belmontet                      |                                                             | 44° 21′ 56″ nord, 1° 09′ 49″ est               | « PA46000001 »                                 | Inscrit                                        | 1996                                           | Image manquante Téléverser                           |
| Église Saint-Laurent de Blars                         | Blars                          |                                                             | 44° 34′ 00″ nord, 1° 43′ 11″ est               | « PA00094984 »                                 | Inscrit                                        | 1926                                           | Église Saint-Laurent de Blars                        |
| Grotte du Cuzoul des Brasconnies                      | Blars                          |                                                             | 44° 34′ 40″ nord, 1° 44′ 42″ est               | « PA00132675 »                                 | Inscrit                                        | 1994                                           | Image manquante Téléverser                           |
| Château de la Rauze                                   | Le Bourg                       |                                                             | 44° 42′ 41″ nord, 1° 54′ 52″ est               | « PA00094985 »                                 | Inscrit                                        | 1979                                           | Image manquante Téléverser                           |
| Église Saint-Saturnin du Bourg                        | Le Bourg                       |                                                             | 44° 42′ 37″ nord, 1° 54′ 15″ est               | « PA00094986 »                                 | Classé                                         | 1986                                           | Église Saint-Saturnin du Bourg                       |
| Église Sainte-Croix du Bouyssou                       | Le Bouyssou                    |                                                             | 44° 41′ 31″ nord, 1° 56′ 39″ est               | « PA00094987 »                                 | Classé                                         | 1923                                           | Image manquante Téléverser                           |
| Château de Condat                                     | Bouziès                        |                                                             | 44° 28′ 56″ nord, 1° 39′ 11″ est               | « PA00094988 »                                 | Inscrit                                        | 1987                                           | Image manquante Téléverser                           |
| Grotte Carriot                                        | Bouziès                        |                                                             | 44° 28′ 57″ nord, 1° 38′ 53″ est               | « PA00125595 »                                 | Classé                                         | 1993                                           | Image manquante Téléverser                           |
| Grotte Christian                                      | Bouziès                        | Conduché                                                    | 44° 29′ 00″ nord, 1° 38′ 55″ est               | « PA00094989 »                                 | Classé                                         | 1980                                           | Image manquante Téléverser                           |
| Château des Anglais                                   | Brengues                       |                                                             | 44° 35′ 11″ nord, 1° 49′ 52″ est               | « PA00094990 »                                 | Inscrit                                        | 1925                                           | Château des Anglais                                  |
| Château de Cabrerets                                  | Cabrerets                      |                                                             | 44° 30′ 15″ nord, 1° 39′ 14″ est               | « PA00094991 »                                 | Classé                                         | 1996                                           | Château de Cabrerets                                 |
| Dolmen Mas Arjac n°1                                  | Cabrerets                      | Pech del Cayre                                              | 44° 30′ 10″ nord, 1° 40′ 29″ est               | « PA00094993 »                                 | Inscrit                                        | 1966                                           | Dolmen Mas Arjac n°1                                 |
| Grotte du Cantal                                      | Cabrerets                      |                                                             | 44° 30′ 04″ nord, 1° 39′ 17″ est               | « PA00125596 »                                 | Inscrit                                        | 1993                                           | Image manquante Téléverser                           |
| Grotte du Pech Merle                                  | Cabrerets                      |                                                             | 44° 30′ 29″ nord, 1° 38′ 40″ est               | « PA00094994 »                                 | Classé                                         | 1951                                           | Grotte du Pech Merle                                 |
| Grottes de Marcenac                                   | Cabrerets                      | près de la grotte de Pech Merle, en rive droite de la Sagne | 44° 29′ 38″ nord, 1° 39′ 13″ est               | « PA00094992 »                                 | Classé                                         | 1951                                           | Image manquante Téléverser                           |
|                                                       | Cahors                         | Voir liste des monuments historiques de Cahors              | Voir liste des monuments historiques de Cahors | Voir liste des monuments historiques de Cahors | Voir liste des monuments historiques de Cahors | Voir liste des monuments historiques de Cahors | Voir liste des monuments historiques de Cahors       |
| Château de La Grézette                                | Caillac                        |                                                             | 44° 29′ 16″ nord, 1° 21′ 50″ est               | « PA00095030 »                                 | Classé                                         | 1982                                           | Château de La Grézette                               |
| Église Saint-Pierre-et-Saint-Paul de Caillac          | Caillac                        |                                                             | 44° 29′ 13″ nord, 1° 21′ 07″ est               | « PA00095031 »                                 | Classé                                         | 1979                                           | Église Saint-Pierre-et-Saint-Paul de Caillac         |
| Chapelle de la Madeleine de Cajarc                    | Cajarc                         |                                                             | 44° 28′ 37″ nord, 1° 50′ 12″ est               | « PA00095032 »                                 | Inscrit                                        | 1941                                           | Chapelle de la Madeleine de Cajarc                   |
| Gare de Cajarc                                        | Cajarc                         |                                                             | 44° 29′ 04″ nord, 1° 50′ 44″ est               | « PA00095285 »                                 | Inscrit                                        | 1989                                           | Gare de Cajarc                                       |
| Maison de l'Hébrardie                                 | Cajarc                         | Rue Centrale                                                | 44° 29′ 10″ nord, 1° 50′ 34″ est               | « PA00095033 »                                 | Classé                                         | 1924                                           | Maison de l'Hébrardie                                |
| Château de Calamane                                   | Calamane                       |                                                             | 44° 31′ 23″ nord, 1° 23′ 38″ est               | « PA00095034 »                                 | Inscrit                                        | 1929                                           | Image manquante Téléverser                           |
| Moulin fortifié de Cougnaguet                         | Calès                          |                                                             | 44° 48′ 43″ nord, 1° 33′ 38″ est               | « PA00095035 »                                 | Inscrit                                        | 1925                                           | Moulin fortifié de Cougnaguet                        |
| Église de la Chaire-de-Saint-Pierre de Cambayrac      | Cambayrac                      |                                                             | 44° 25′ 36″ nord, 1° 17′ 07″ est               | « PA00095036 »                                 | Inscrit                                        | 1925                                           | Église de la Chaire-de-Saint-Pierre de Cambayrac     |
| Dolmen de Pierre Levée                                | Cambes                         | Champ de Larche                                             | 44° 37′ 34″ nord, 1° 54′ 16″ est               | « PA46000051 »                                 | Inscrit                                        | 2012                                           | Image manquante Téléverser                           |
| Église Saint-Martin de Camboulit                      | Camboulit                      |                                                             | 44° 35′ 36″ nord, 1° 56′ 55″ est               | « PA00095037 »                                 | Classé                                         | 1912                                           | Église Saint-Martin de Camboulit                     |
| Église Saint-Martin de Caniac-du-Causse               | Caniac-du-Causse               |                                                             | 44° 37′ 16″ nord, 1° 38′ 35″ est               | « PA00095038 »                                 | Classé                                         | 1923                                           | Église Saint-Martin de Caniac-du-Causse              |
| Croix de Capdenac                                     | Capdenac                       |                                                             | 44° 34′ 45″ nord, 2° 04′ 12″ est               | « PA00095039 »                                 | Classé                                         | 1911                                           | Croix de Capdenac                                    |
| Fontaine des Anglais                                  | Capdenac                       |                                                             | 44° 34′ 46″ nord, 2° 04′ 13″ est               | « PA46000030 »                                 | Inscrit                                        | 2003                                           | Fontaine des Anglais                                 |
| Fortifications de Capdenac                            | Capdenac                       |                                                             | à géolocaliser                                 | « PA00095040 »                                 | Classé                                         | 1911                                           | Fortifications de Capdenac                           |
| Tour de l'Horloge                                     | Cardaillac                     |                                                             | 44° 40′ 45″ nord, 1° 59′ 39″ est               | « PA00095304 »                                 | Inscrit                                        | 1991                                           | Tour de l'Horloge                                    |
| Tour de Sagnes                                        | Cardaillac                     | Le Fort                                                     | 44° 40′ 46″ nord, 1° 59′ 38″ est               | « PA00095041 »                                 | Inscrit                                        | 1957                                           | Tour de Sagnes                                       |
| Château des Doyens                                    | Carennac                       |                                                             | 44° 55′ 07″ nord, 1° 43′ 56″ est               | « PA00095045 »                                 | Inscrit Classé                                 | 1929 1938                                      | Château des Doyens                                   |
| Église Saint-Pierre de Carennac                       | Carennac                       |                                                             | 44° 55′ 08″ nord, 1° 43′ 56″ est               | « PA00095042 »                                 | Classé                                         | 1893 1914                                      | Église Saint-Pierre de Carennac                      |
| Maison                                                | Carennac                       |                                                             | 44° 55′ 06″ nord, 1° 43′ 59″ est               | « PA00095044 »                                 | Classé                                         | 1938                                           | Maison                                               |
| Maison                                                | Carennac                       |                                                             | 44° 55′ 07″ nord, 1° 43′ 53″ est               | « PA00095043 »                                 | Inscrit                                        | 1925                                           | Image manquante Téléverser                           |
| Autel des Rogations                                   | Carnac-Rouffiac                | D95                                                         | 44° 24′ 39″ nord, 1° 14′ 33″ est               | « PA00095046 »                                 | Inscrit                                        | 1925                                           | Image manquante Téléverser                           |
| Église Saint-Julien-de-Brioude de Cassagnes           | Cassagnes                      |                                                             | 44° 33′ 32″ nord, 1° 08′ 17″ est               | « PA00095047 »                                 | Inscrit                                        | 2017                                           | Église Saint-Julien-de-Brioude de Cassagnes          |
| Église Notre-Dame-de-l'Assomption de Castelfranc      | Castelfranc                    |                                                             | 44° 30′ 05″ nord, 1° 13′ 23″ est               | « PA00095048 »                                 | Classé                                         | 1920                                           | Église Notre-Dame-de-l'Assomption de Castelfranc     |
| Château de Castelnau-Montratier                       | Castelnau-Montratier           | Place Gambetta                                              | 44° 16′ 02″ nord, 1° 21′ 14″ est               | « PA00095049 »                                 | Inscrit                                        | 1924                                           | Château de Castelnau-Montratier                      |
| Église Saint-Georges de Russac                        | Castelnau-Montratier           | La Bartelle                                                 | 44° 15′ 03″ nord, 1° 21′ 15″ est               | « PA00095050 »                                 | Inscrit                                        | 1925                                           | Église Saint-Georges de Russac                       |
| Hôtel de ville de Castelnau-Montratier                | Castelnau-Montratier           | Rue de l'Eglise - Place Gambetta                            | 44° 16′ 03″ nord, 1° 21′ 10″ est               | « PA00095051 »                                 | Inscrit                                        | 1971                                           | Hôtel de ville de Castelnau-Montratier               |
| Ruines gallo-romaines du Souquet                      | Castelnau-Montratier           |                                                             | 44° 16′ 34″ nord, 1° 17′ 54″ est               | « PA46000019 »                                 | Inscrit                                        | 2000                                           | Image manquante Téléverser                           |
| Église Saint-Hilaire de Salvezou                      | Catus                          |                                                             | 44° 34′ 48″ nord, 1° 20′ 59″ est               | « PA00095286 »                                 | Inscrit                                        | 1990                                           | Église Saint-Hilaire de Salvezou                     |
| Prieuré Saint-Jean de Catus Église Saint-Astier       | Catus                          |                                                             | 44° 33′ 22″ nord, 1° 20′ 09″ est               | « PA00095053 »                                 | Classé Inscrit Classé                          | 1891 1908 1942 1995 1998                       | Prieuré Saint-Jean de CatusÉglise Saint-Astier       |
| Église Notre-Dame-de-l'Assomption de Cavagnac         | Cavagnac                       |                                                             | 45° 00′ 30″ nord, 1° 38′ 26″ est               | « PA00095054 »                                 | Classé                                         | 1976                                           | Image manquante Téléverser                           |
| Château de Cavagnac                                   | Cavagnac                       |                                                             | 45° 00′ 28″ nord, 1° 38′ 26″ est               | « PA46000060 »                                 | Inscrit                                        | 2013                                           | Image manquante Téléverser                           |
| Castrum de Cazals                                     | Cazals                         | Chemin du Castrum                                           | 44° 38′ 41″ nord, 1° 13′ 43″ est               | « PA00132875 »                                 | Inscrit                                        | 1994                                           | Image manquante Téléverser                           |
| Église Notre-Dame-de-la-Nativité de Lasvaux           | Cazillac                       |                                                             | 44° 59′ 43″ nord, 1° 36′ 09″ est               | « PA00095055 »                                 | Classé                                         | 1965                                           | Église Notre-Dame-de-la-Nativité de Lasvaux          |
| Château de Cénevières                                 | Cénevières                     |                                                             | 44° 27′ 46″ nord, 1° 45′ 13″ est               | « PA00095056 »                                 | Classé                                         | 1957                                           | Château de Cénevières                                |
| Dolmen du Mas de Labat                                | Cénevières                     | Le Mas de Labat                                             | 44° 26′ 37″ nord, 1° 43′ 52″ est               | « PA00095057 »                                 | Inscrit                                        | 1959                                           | Dolmen du Mas de Labat                               |
| Église Saint-Clément de Cézac                         | Cézac                          | Grauffet                                                    | 44° 19′ 45″ nord, 1° 19′ 55″ est               | « PA00095058 »                                 | Inscrit                                        | 1929                                           | Image manquante Téléverser                           |
| Château de Cieurac                                    | Cieurac                        | Le Château de Cieurac                                       | 44° 22′ 12″ nord, 1° 31′ 19″ est               | « PA00095059 »                                 | Classé                                         | 1938                                           | Château de Cieurac                                   |
| Moulin à vent de Cieurac                              | Cieurac                        | Le Château de Cieurac                                       | 44° 22′ 11″ nord, 1° 31′ 04″ est               | « PA00095059 »                                 | Classé                                         | 1937                                           | Moulin à vent de Cieurac                             |
| Château de Clermont                                   | Concorès                       |                                                             | 44° 40′ 37″ nord, 1° 23′ 44″ est               | « PA00095060 »                                 | Classé Inscrit                                 | 1932                                           | Image manquante Téléverser                           |
| Château de La Pannonie                                | Couzou                         | La Pannonie                                                 | 44° 46′ 38″ nord, 1° 39′ 13″ est               | « PA00095061 »                                 | Classé Inscrit                                 | 1992 2012                                      | Château de La Pannonie                               |
| Église Saint-Cyr-et-Sainte-Julitte de La Pannonie     | Couzou                         | La Pannonie                                                 | 44° 46′ 39″ nord, 1° 39′ 15″ est               | « PA46000059 »                                 | Inscrit                                        | 2012                                           | Église Saint-Cyr-et-Sainte-Julitte de La Pannonie    |
| Pigeonnier troglodyte de Font-d'Erbies                | Crégols                        | Font-d'Erbies                                               | 44° 24′ 50″ nord, 1° 41′ 01″ est               | « PA46000052 »                                 | Inscrit                                        | 2012                                           | Image manquante Téléverser                           |
| Église Saint-Germain de Creysse                       | Creysse                        |                                                             | 44° 53′ 10″ nord, 1° 35′ 46″ est               | « PA00095062 »                                 | Classé                                         | 1949                                           | Église Saint-Germain de Creysse                      |
| Moulin de Cacrey                                      | Creysse                        | Cacrey                                                      | 44° 54′ 41″ nord, 1° 35′ 59″ est               | « PA46000004 »                                 | Inscrit                                        | 1996                                           | Image manquante Téléverser                           |
| Église Saint-Victor de Rignac                         | Cuzance                        |                                                             | 44° 56′ 10″ nord, 1° 31′ 12″ est               | « PA00095063 »                                 | Classé                                         | 1959                                           | Image manquante Téléverser                           |
| Château Boutier                                       | Duravel                        |                                                             | 44° 30′ 58″ nord, 1° 04′ 48″ est               | « PA00095305 »                                 | Inscrit                                        | 1991                                           | Château Boutier                                      |
| Église Saint-Avit de Duravel                          | Duravel                        |                                                             | 44° 31′ 57″ nord, 1° 04′ 13″ est               | « PA00095065 »                                 | Inscrit                                        | 1979                                           | Image manquante Téléverser                           |
| Église Saint-Hilarion de Duravel                      | Duravel                        |                                                             | 44° 30′ 59″ nord, 1° 04′ 46″ est               | « PA00095064 »                                 | Classé Inscrit                                 | 1912 1927                                      | Église Saint-Hilarion de Duravel                     |
| Dolmen de Peyre de l'Homme                            | Durbans                        | Les Combarols                                               | 44° 41′ 30″ nord, 1° 47′ 11″ est               | « PA46000048 »                                 | Inscrit                                        | 2011                                           | Image manquante Téléverser                           |
| Dolmen des Roques n° 2                                | Durbans                        | Champs du Puits                                             | 44° 41′ 31″ nord, 1° 47′ 54″ est               | « PA46000053 »                                 | Inscrit                                        | 2012                                           | Image manquante Téléverser                           |
| Église Saint-Augustin d'Espagnac                      | Espagnac-Sainte-Eulalie        |                                                             | 44° 35′ 33″ nord, 1° 50′ 24″ est               | « PA00095066 »                                 | Classé                                         | 1906                                           | Église Saint-Augustin d'Espagnac                     |
| Église Sainte-Eulalie d'Espagnac-Sainte-Eulalie       | Espagnac-Sainte-Eulalie        | Sainte Eulalie                                              | 44° 35′ 31″ nord, 1° 52′ 21″ est               | « PA00095067 »                                 | Classé                                         | 1973                                           | Église Sainte-Eulalie d'Espagnac-Sainte-Eulalie      |
| Grotte de Sainte-Eulalie                              | Espagnac-Sainte-Eulalie        | Sainte Eulalie                                              | 44° 35′ 38″ nord, 1° 52′ 24″ est               | « PA00125608 »                                 | Classé                                         | 1993                                           | Image manquante Téléverser                           |
| Monastère Notre-Dame de Val Paradis                   | Espagnac-Sainte-Eulalie        |                                                             | 44° 35′ 32″ nord, 1° 50′ 24″ est               | « PA00095068 »                                 | Inscrit                                        | 1925                                           | Monastère Notre-Dame de Val Paradis                  |
| Mas de Lartillou                                      | Espédaillac                    |                                                             | 44° 36′ 54″ nord, 1° 47′ 18″ est               | « PA00095069 »                                 | Inscrit                                        | 1978                                           | Image manquante Téléverser                           |
| Église Notre-Dame-de-l'Assomption de Fajoles          | Fajoles                        |                                                             | 44° 48′ 13″ nord, 1° 23′ 47″ est               | « PA00095070 »                                 | Inscrit                                        | 1978                                           | Église Notre-Dame-de-l'Assomption de Fajoles         |
| Chapelle Sainte-Marie-Madeleine de Guirande           | Felzins                        | Guirande                                                    | 44° 36′ 49″ nord, 2° 09′ 50″ est               | « PA46000040 »                                 | Inscrit                                        | 2008                                           | Chapelle Sainte-Marie-Madeleine de Guirande          |
|                                                       | Figeac                         | Voir liste des monuments historiques de Figeac              | Voir liste des monuments historiques de Figeac | Voir liste des monuments historiques de Figeac | Voir liste des monuments historiques de Figeac | Voir liste des monuments historiques de Figeac | Voir liste des monuments historiques de Figeac       |
| Château de Saint-Privat                               | Flaugnac                       |                                                             | 44° 16′ 41″ nord, 1° 23′ 39″ est               | « PA46000027 »                                 | Inscrit                                        | 2002                                           | Château de Saint-Privat                              |
| Chapelle Saint-Roch                                   | Floirac                        | Le Barry                                                    | 44° 55′ 00″ nord, 1° 39′ 20″ est               | « PA00095085 »                                 | Inscrit                                        | 1925                                           | Chapelle Saint-Roch                                  |
| Église Saint-Georges de Floirac                       | Floirac                        |                                                             | 44° 54′ 54″ nord, 1° 39′ 17″ est               | « PA00095086 »                                 | Inscrit                                        | 1978                                           | Église Saint-Georges de Floirac                      |
| Tour de Floirac                                       | Floirac                        |                                                             | 44° 54′ 54″ nord, 1° 39′ 17″ est               | « PA46000061 »                                 | Inscrit                                        | 2013                                           | Tour de Floirac                                      |
| Château du Roc                                        | Fons                           |                                                             | 44° 39′ 40″ nord, 1° 57′ 17″ est               | « PA00125598 »                                 | Inscrit                                        | 1993                                           | Château du Roc                                       |
| Église Saint-André de Fons                            | Fons                           |                                                             | 44° 39′ 45″ nord, 1° 57′ 03″ est               | « PA00095087 »                                 | Inscrit                                        | 1972                                           | Église Saint-André de Fons                           |
| Maison                                                | Fons                           | Route de Saint-Céré à Figeac                                | 44° 39′ 55″ nord, 1° 57′ 02″ est               | « PA00095088 »                                 | Inscrit                                        | 1929                                           | Image manquante Téléverser                           |
| Maison Réveillac                                      | Fons                           | Aubiguières                                                 | 44° 40′ 07″ nord, 1° 57′ 13″ est               | « PA00095089 »                                 | Classé                                         | 1938                                           | Maison Réveillac                                     |
| Église Saint-Clair de Fontanes                        | Fontanes                       |                                                             | 44° 18′ 41″ nord, 1° 29′ 53″ est               | « PA00095090 »                                 | Inscrit                                        | 1978                                           | Église Saint-Clair de Fontanes                       |
| Pierre Levée de Nougayrac                             | Fontanes-du-Causse             | Nougayrac                                                   | 44° 39′ 48″ nord, 1° 41′ 49″ est               | « PA00095091 »                                 | Classé                                         | 1989                                           | Pierre Levée de Nougayrac                            |
| Église Saint-Pierre de Fourmagnac                     | Fourmagnac                     |                                                             | 44° 39′ 45″ nord, 1° 58′ 48″ est               | « PA00095092 »                                 | Inscrit                                        | 1925                                           | Église Saint-Pierre de Fourmagnac                    |
| Église Saint-Firmin de Francoulès                     | Francoulès                     |                                                             | 44° 32′ 38″ nord, 1° 29′ 26″ est               | « PA00095093 »                                 | Inscrit                                        | 1977                                           | Église Saint-Firmin de Francoulès                    |
| Église Saint-Pierre-ès-Liens de Francoulès            | Francoulès                     | Saint-Pierre-Liversou                                       | 44° 33′ 33″ nord, 1° 29′ 14″ est               | « PA00095094 »                                 | Classé                                         | 1976                                           | Image manquante Téléverser                           |
| Grottes de Combe-Nègre                                | Frayssinet-le-Gélat            | Combe Nègre                                                 | 44° 35′ 14″ nord, 1° 08′ 08″ est               | « PA46000043 »                                 | Inscrit                                        | 2010                                           | Image manquante Téléverser                           |
| Église Saint-Martin de Gignac                         | Gignac                         |                                                             | 45° 00′ 20″ nord, 1° 27′ 28″ est               | « PA46000032 »                                 | Inscrit                                        | 2004                                           | Église Saint-Martin de Gignac                        |
| Église Saint-Pierre-ès-Liens de Gigouzac              | Gigouzac                       |                                                             | 44° 34′ 58″ nord, 1° 26′ 01″ est               | « PA00095095 »                                 | Inscrit                                        | 1972                                           | Image manquante Téléverser                           |
| Maison aux pigeonniers                                | Gigouzac                       |                                                             | 44° 35′ 03″ nord, 1° 26′ 01″ est               | « PA00095096 »                                 | Inscrit                                        | 1974                                           | Maison aux pigeonniers                               |
| Dolmen des Cloups                                     | Ginouillac                     | Lascotes                                                    | 44° 43′ 26″ nord, 1° 32′ 12″ est               | « PA00095097 »                                 | Classé                                         | 1973                                           | Dolmen des Cloups                                    |
| Presbytère de Ginouillac                              | Ginouillac                     | Place de l'Église                                           | 44° 43′ 32″ nord, 1° 32′ 19″ est               | « PA00095098 »                                 | Inscrit                                        | 1979                                           | Image manquante Téléverser                           |
| Église Saint-Pierre-ès-Liens de Goujounac             | Goujounac                      |                                                             | 44° 34′ 34″ nord, 1° 11′ 47″ est               | « PA00095099 »                                 | Inscrit                                        | 1997                                           | Église Saint-Pierre-ès-Liens de Goujounac            |
| Ferme de la Fontaine Haute                            | Goujounac                      | La Fontaine                                                 | 44° 34′ 39″ nord, 1° 12′ 11″ est               | « PA46000033 »                                 | Inscrit                                        | 2004                                           | Ferme de la Fontaine Haute                           |
| Chapelle Notre-Dame-des-Neiges de Gourdon             | Gourdon                        |                                                             | 44° 43′ 58″ nord, 1° 23′ 32″ est               | « PA00095100 »                                 | Classé Inscrit                                 | 1973                                           | Chapelle Notre-Dame-des-Neiges de Gourdon            |
| Église Notre-Dame des Cordeliers de Gourdon           | Gourdon                        |                                                             | 44° 44′ 08″ nord, 1° 22′ 56″ est               | « PA00095102 »                                 | Inscrit                                        | 1929                                           | Église Notre-Dame des Cordeliers de Gourdon          |
| Église Saint-Pierre de Gourdon                        | Gourdon                        |                                                             | 44° 44′ 14″ nord, 1° 22′ 57″ est               | « PA00095101 »                                 | Classé                                         | 1906                                           | Église Saint-Pierre de Gourdon                       |
| Maison Cavaignac                                      | Gourdon                        | Rue du Corps Franc Pommies                                  | 44° 44′ 13″ nord, 1° 22′ 58″ est               | « PA00095103 »                                 | Inscrit Classé                                 | 1929 1932                                      | Maison Cavaignac                                     |
| Maison du Sénéchal                                    | Gourdon                        | 17 rue du Majou                                             | 44° 44′ 11″ nord, 1° 22′ 53″ est               | « PA46000065 »                                 | Inscrit                                        | 2015                                           | Maison du Sénéchal                                   |
| Tour-pigeonnier de Labio                              | Gourdon                        | Labio                                                       | 44° 44′ 13″ nord, 1° 21′ 04″ est               | « PA46000054 »                                 | Inscrit                                        | 2012                                           | Tour-pigeonnier de Labio                             |
| Dolmen du Pech de Grammont                            | Gramat                         | Courgnoulades                                               | 44° 47′ 05″ nord, 1° 40′ 22″ est               | « PA46000055 »                                 | Inscrit                                        | 2012                                           | Dolmen du Pech de Grammont                           |
| Dolmen des Plassous                                   | Gramat                         | Les Aspes                                                   | 44° 46′ 22″ nord, 1° 41′ 23″ est               | « PA00095104 »                                 | Classé                                         | 1889                                           | Dolmen des Plassous                                  |
| Monument aux morts de Gramat                          | Gramat                         |                                                             | 44° 46′ 47″ nord, 1° 43′ 37″ est               | « PA46000071 »                                 | Inscrit                                        | 2018                                           | Image manquante Téléverser                           |
| Dolmen des Aguals                                     | Gréalou Également sur Montbrun |                                                             | 44° 31′ 44″ nord, 1° 53′ 40″ est               | « PA46000021 »                                 | Inscrit                                        | 2001 2002                                      | Image manquante Téléverser                           |
| Dolmen de Ganil                                       | Gréalou                        | Pierre levée                                                | 44° 32′ 07″ nord, 1° 54′ 12″ est               | « PA46000049 »                                 | Inscrit                                        | 2011                                           | Image manquante Téléverser                           |
| Dolmen Pech Laglaire n°1                              | Gréalou                        | Pech Laglayre Mas de Pégouries                              | 44° 32′ 05″ nord, 1° 51′ 45″ est               | « PA00095105 »                                 | Classé                                         | 1978                                           | Dolmen Pech Laglaire n°1                             |
| Dolmen Pech Laglaire n°2                              | Gréalou                        | Pech Laglayre                                               | 44° 32′ 05″ nord, 1° 51′ 55″ est               | « PA00095105 »                                 | Classé                                         | 1978                                           | Dolmen Pech Laglaire n°2                             |
| Église Notre-Dame-de-l'Assomption de Gréalou          | Gréalou                        |                                                             | 44° 32′ 11″ nord, 1° 53′ 09″ est               | « PA00095106 »                                 | Inscrit                                        | 1959                                           | Église Notre-Dame-de-l'Assomption de Gréalou         |
| Château de La Coste                                   | Grézels                        |                                                             | 44° 28′ 37″ nord, 1° 09′ 28″ est               | « PA00095107 »                                 | Inscrit Classé                                 | 1961 1997                                      | Château de La Coste                                  |
| Dolmen du Coustalou                                   | Grèzes                         | Louradou                                                    | 44° 37′ 30″ nord, 1° 48′ 49″ est               | « PA00095108 »                                 | Classé                                         | 1965                                           | Dolmen du Coustalou                                  |
| Dolmens de Gabaudet                                   | Issendolus                     | Gabaudet                                                    | 44° 42′ 53″ nord, 1° 45′ 04″ est               | « PA00095109 »                                 | Classé                                         | 1934                                           | Dolmens de Gabaudet                                  |
| Hôpital des religieuses de Beaulieu                   | Issendolus                     |                                                             | 44° 45′ 01″ nord, 1° 47′ 48″ est               | « PA00095111 »                                 | Classé                                         | 1921                                           | Hôpital des religieuses de Beaulieu                  |
| Dolmen de la Beaune                                   | Issendolus                     | Girbé                                                       | 44° 44′ 30″ nord, 1° 48′ 18″ est               | « PA00095110 »                                 | Inscrit                                        | 1988                                           | Dolmen de la Beaune                                  |
| Chapelle Saint-Médard-Lagarénie d'Issepts             | Issepts                        |                                                             | 44° 41′ 30″ nord, 1° 54′ 20″ est               | « PA00095112 »                                 | Inscrit                                        | 1978                                           | Chapelle Saint-Médard-Lagarénie d'Issepts            |
| Château des Junies                                    | Les Junies                     |                                                             | 44° 32′ 14″ nord, 1° 14′ 03″ est               | « PA00095113 »                                 | Inscrit                                        | 1925                                           | Château des Junies                                   |
| Couvent Notre-Dame des Junies                         | Les Junies                     | Le Couvent                                                  | 44° 32′ 08″ nord, 1° 14′ 10″ est               | « PA00095117 »                                 | Classé                                         | 1995                                           | Couvent Notre-Dame des Junies                        |
| Église Saint-Pierre-ès-Liens des Junies               | Les Junies                     | Le Couvent                                                  | 44° 32′ 08″ nord, 1° 14′ 10″ est               | « PA00095117 »                                 | Classé                                         | 1920                                           | Église Saint-Pierre-ès-Liens des Junies              |
| Église Saint-Perdufle de la Masse                     | Les Junies                     | La Masse                                                    | 44° 31′ 35″ nord, 1° 13′ 58″ est               | « PA00095115 »                                 | Inscrit                                        | 1971                                           | Église Saint-Perdufle de la Masse                    |
| Église Saint-Martin de Canourgues                     | Les Junies                     | Canourgues                                                  | 44° 32′ 51″ nord, 1° 14′ 17″ est               | « PA00095114 »                                 | Inscrit                                        | 1973                                           | Église Saint-Martin de Canourgues                    |
| Maison Cavaillé                                       | Les Junies                     | La Masse                                                    | 44° 31′ 36″ nord, 1° 13′ 57″ est               | « PA00095116 »                                 | Classé                                         | 1931                                           | Maison Cavaillé                                      |